# Pędnia

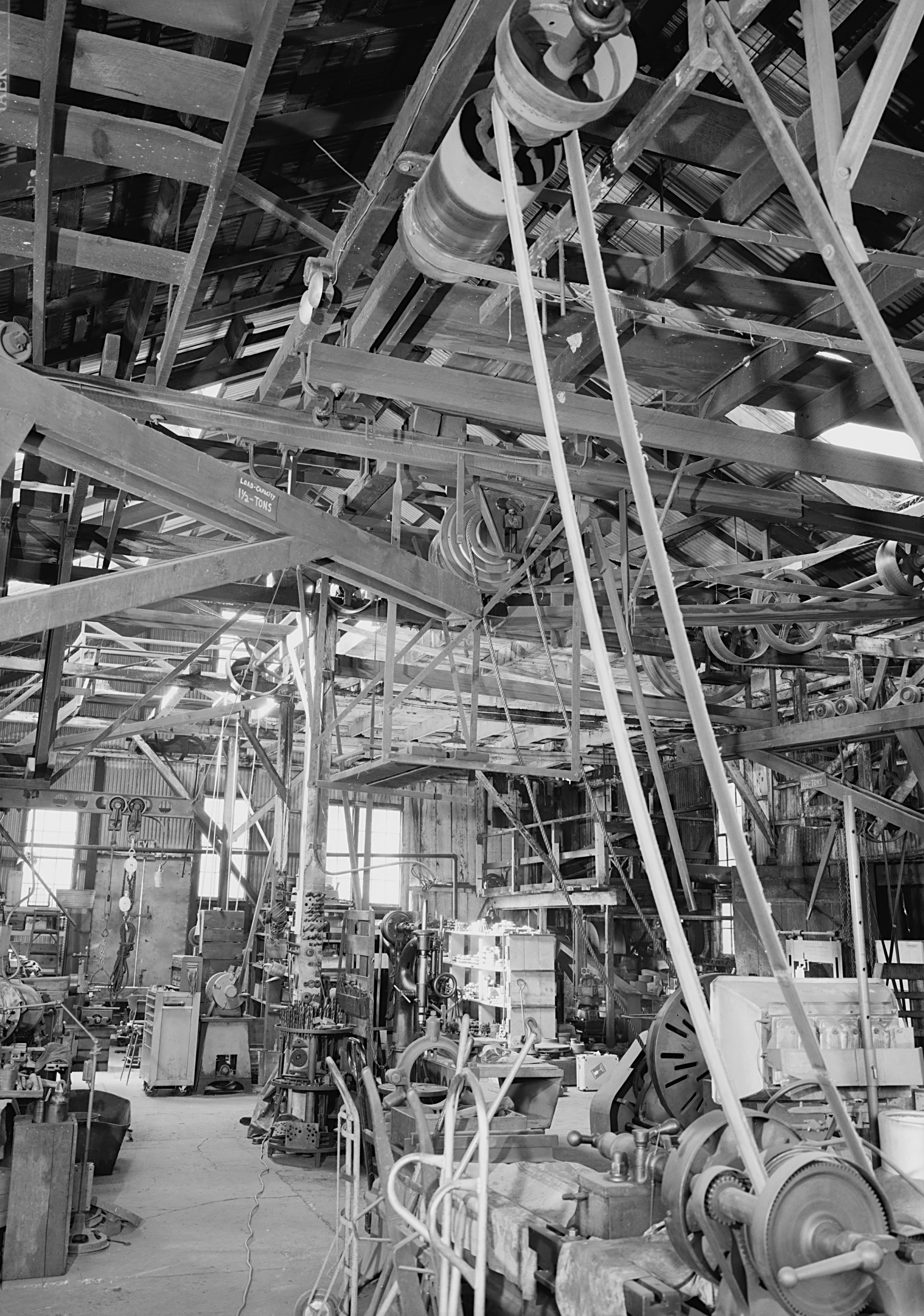

Pędnia – pod określeniem "pędnia" należy rozumieć tę część urządzeń mechanicznych, która znajduje się pomiędzy kołem lub sprzęgłem silnika napędowego a kołem lub sprzęgłem maszyny roboczej. Inaczej mówiąc, pędnia służy do przenoszenia energii mechanicznej w postaci ruchu obrotowego, od silnika napędowego do maszyny, czy innego urządzenia roboczego. W skład pędni wchodzą: wały, sprzęgła, łożyska, koła pasowe i zębate, podpory, nakładacze i przesuwacze pasów itp.; oraz cięgna napędowe, takie jak: pasy, liny, łańcuchy.

## Zachowane
- Elektrownia Latarni Morskiej Rozewie – lokomobila stała z kotłem Wolfa napędzająca przez małą pędnię sprężarki i prądnice.